# Helianthemum oelandicum
L'eliantemo rupino (Helianthemum oelandicum (L.) Dum.Cours., 1802) è una piccola pianta erbacea perenne dai fragili fiori gialli appartenente alla famiglia delle Cistacee.

## Etimologia
L'etimologia del nome del genere è abbastanza intuitiva ed è formata da due semplici parole: hèlios (= sole) e ànthos (= fiore) indicando così la breve durata di un solo giorno dei fiori di questo genere, oppure (secondo altre etimologie) indica il fatto che questi fiori vogliono le zone soleggiate.
In lingua tedesca questa pianta (la sottospecie alpestre) si chiama Alpen-Sonnenröschen; in francese si chiama Hélianthème alpestre; in inglese si chiama Alpine Sun-rose.

## Descrizione

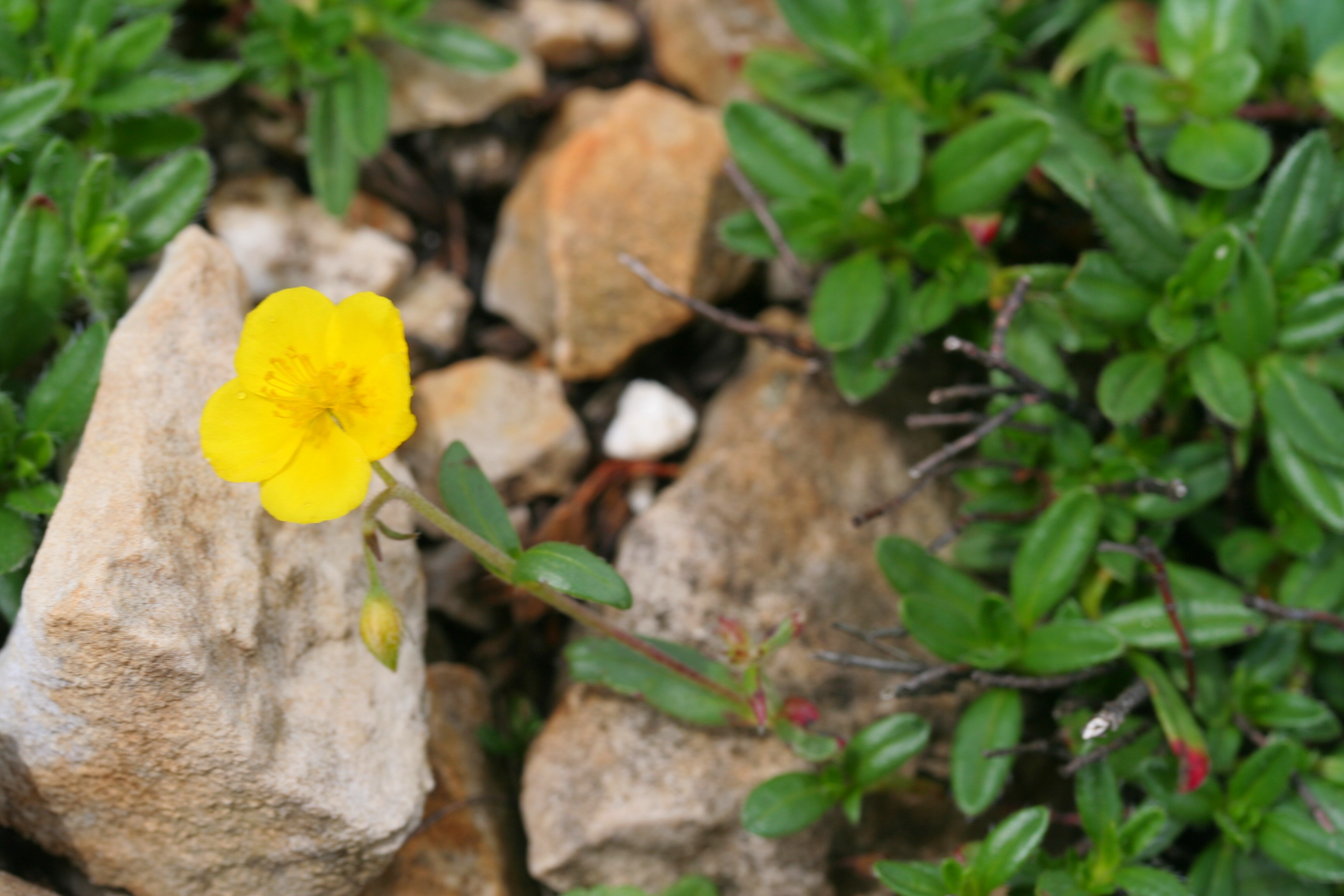
Il portamento
Località: Giardino Botanico Alpino "Giangio Lorenzoni", Pian Cansiglio, Tambre d'Alpago (BL), 1000 m s.l.m. - 8/6/2008

È una pianta sempreverde a carattere cespuglioso-nano di altezza variabile fra i 5 e i 25 cm. La forma biologica è camefita suffruticosa (Ch suffr), ossia sono piante perenni e legnose alla base, con gemme svernanti poste ad un'altezza dal suolo tra i 2 ed i 25 cm. Le porzioni erbacee si seccano annualmente e rimangono in vita soltanto le parti legnose.

### Radici
Le radici sono secondarie da fittone.

### Fusto
I fusti sono ramosi-cespugliosi ma anche striscianti. Alla base sono quasi legnosi, ispidi e rugosi. I rami sono ascendenti, villosi e di colore rossastro.

### Foglie

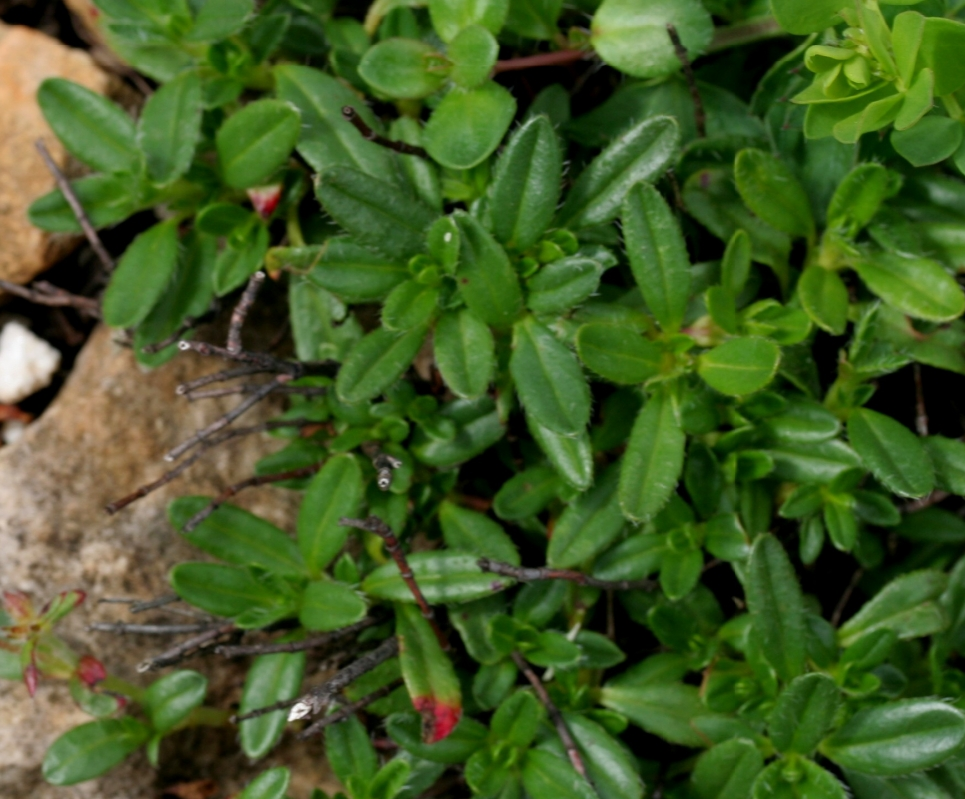
Le foglie
Località: Giardino Botanico Alpino "Giangio Lorenzoni", Pian Cansiglio, Tambre d'Alpago (BL), 1000 m s.l.m. - 8/6/2008

Le foglie hanno la lamina intera (a forma ellittica o sub-spatolata) e sono senza stipole (eventualmente solo le foglie superiori a volte hanno le stipole). Lungo il fusto sono disposte in modo opposto. Il colore è verde; la pagina inferiore è grigio-verde (più o meno tomentose) ma prive di peli stellati.

### Infiorescenza

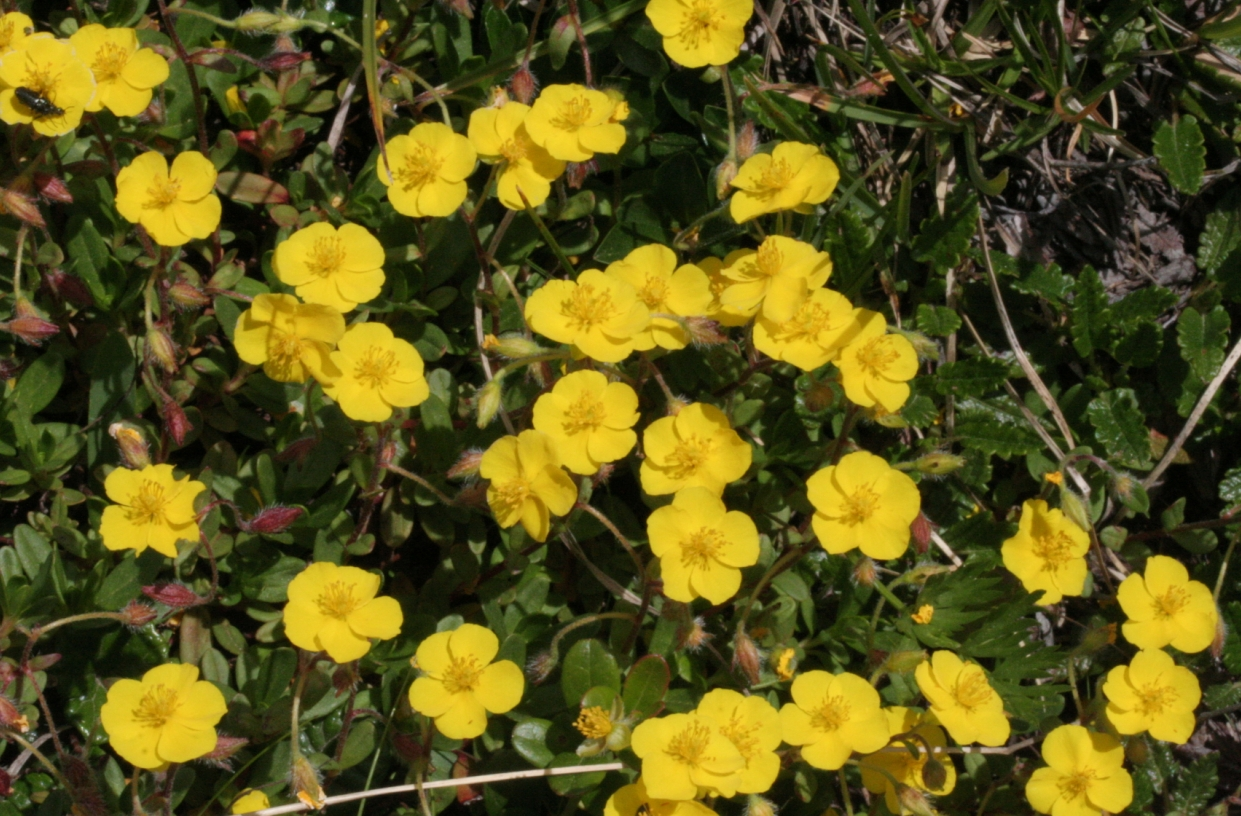
Infiorescenza
Località: Passo di Falzarego, Cortina (BL), 2105 m s.l.m. - 25/7/2008

L'infiorescenza si compone in cime multiflore unilaterali. I fiori sono di colore giallo-intenso ed hanno dei peduncoli incurvati prima dell'antesi.

### Fiore
I fiori sono ermafroditi e attinomorfi; sono più o meno pentameri (calice e corolla composta da 5 elementi). 
- Formula fiorale:

* K 5, C 5, A molti, G (3) (supero)
- Calice: i sepali sono cinque (di cui due minori) e sono persistenti; non hanno delle setole patenti come in altre specie dello stesso genere (ma sono comunque pelosi) e la loro forma è ovato-acuminata con delle evidenti nervature rossastre. Si dividono in due esterni e tre interni. Quelli esterni sono più lineari e lunghi la metà di quelli interni.
- Corolla: la corolla è dialipetala; i petali sono cinque e sono più lunghi del calice; sono facilmente caduchi. La forma è cuoriforme, mentre la superficie è spiegazzata.
- Androceo: gli stami sono numerosi (più di 10) tutti fertili (ossia con le antere) e liberi; le antere sono colorate di giallo.
- Gineceo: lo stilo è a sezione cilindrica (esile, lievemente contorto a “S” e ginocchiato alla base e mediamente lungo, e si allarga a cono verso lo stimma) e si trova su un l'ovario pluricarpellare (a 3 carpelli) che è supero e libero e uniloculare (parzialmente può essere considerato triloculare). Gli ovuli sono ortotropici (in posizione eretta) e gli embrioni sono ripiegati una o due volte su se stessi.
- Fioritura: da giugno ad agosto.
- Impollinazione: l'impollinazione è entomofila anche se mancano i nettari (comunque i fiori sono ricchi di polline).

### Frutti
Il frutto è una capsula loculicida a tre valve con molti semi. Una membrana riveste internamente il frutto. La forma è ricurva. I semi sono provvisti di albume amilaceo.

### Distribuzione e habitat
- Geoelemento: il tipo corologico (area di origine) è Europeo - Caucasico.
- Diffusione: in Italia queste piante si trovano al nord e al centro.
- Habitat: l'habitat tipico per questa specie sono i prati e pascoli aridi e le rupi calcaree.
- Distribuzione altitudinale: sui rilievi queste piante si possono trovare dai 100 fino a 2800 m s.l.m.; frequentano quindi i seguenti piani vegetazionali: collinare, montano, subalpino e quello alpino.

## Tassonomia
Sono note le seguenti sottospecie:
- Helianthemum oelandicum subsp. oelandicum
- Helianthemum oelandicum subsp. alpestre (Jacq.) Ces.
- Helianthemum oelandicum subsp. italicum (L.) Ces.
- Helianthemum oelandicum subsp. nebrodense (Heldr. ex Guss.) Greuter & Burdet
- Helianthemum oelandicum subsp. orientale (Grosser) M.Proctor
- Helianthemum oelandicum subsp. piloselloides (Lapeyr.) Greuter & Burdet
- Helianthemum oelandicum subsp. pourretii (Timb.-Lagr.) Greuter & Burdet
- Helianthemum oelandicum subsp. rupifragum (A.Kern.) Breistr.
- Helianthemum oelandicum subsp. stevenii (Rupr. ex Juz. & Pozdeeva) Greuter & Burdet

### Sottospeciealpestre
Helianthemum oelandicum subsp. alpestre (Jacq.) Ces.  - Eliantemo alpestre
- Morfologia
  - Fusto: la lunghezza del fusto è compresa fra 3 – 10 cm (massimo 15 cm).
  - Foglie: la lamina delle foglie è piana e misura 2 – 5 mm in larghezza e 6 – 15 mm in lunghezza; l'apice è arrotondato. Se il fusto è sterile (senza fiori), allora le foglie sono mediamente più grandi.
  - Infiorescenza: l'infiorescenza si compone di brevi cime (da 1 a 5 cm) con pochi fiori (2 – 5).
  - Fiore: il diametro del fiore è di 12 – 18 mm.
  - Calice: i sepali sono poco pelosi e verdi (a volte lievemente arrossati).
  - Corolla: i petali misurano 5 mm in larghezza e 7 mm in lunghezza.
  - Fioritura: da giugno ad agosto.
- Diffusione e habitat
  - Geoelemento: il tipo corologico (area di origine) è Orofita Sud-Europeo.
  - Distribuzione: sulle Alpi e sugli Appennini fino al centro Italia. Sui rilievi europei si trova nei Pirenei, Massiccio del Giura, Carpazi, Alpi Dinariche e Monti Balcani.
  - Habitat: l'habitat tipico di questa sottospecie sono i pascoli alpini e subalpini. Il substrato preferito è calcareo con terreno a pH basico, bassi valori nutrizionali e secco.
  - Distribuzione altitudinale: normalmente queste piante si trovano dai 1700 ai 2500 m s.l.m.; meno frequentemente la Distribuzione altitudinale si allarga da 200 ai 2800 m s.l.m..
- Fitosociologia

Formazione : comunità delle praterie rase dei piani subalpino e alpino con dominanza di emicriptofite
Classe : Elyno-Seslerietea variae
Ordine : Seslerietalia variae
Alleanza : Seslerion variae

### Sottospecieitalicum
Helianthemum oelandicum subsp. italicum (L.) Ces. - Eliantemo italiano
- Morfologia
  - Fusto: la lunghezza del fusto è compresa tra 15 – 25 cm (minimo 10 cm).
  - Foglie: la lamina delle foglie è revoluta ai bordi; misurano 1 – 2 mm di larghezza e 10 – 13 mm di lunghezza e l'apice è acuto.
  - Infiorescenza: l'infiorescenza si compone di cime più lunghe (da 5 a 15 cm) con molti fiori (6 – 20); le infiorescenze spesso sono ramificate. I peduncoli sono bianco-lanosi.
  - Fiore: il diametro del fiore è di 8 – 12 mm.
  - Calice: i sepali sono bianco-lanosi
  - Corolla: i petali misurano 2 – 3 mm in larghezza per 3 – 5 mm in lunghezza.
  - Fioritura: da maggio a luglio
- Diffusione e habitat
  - Geoelemento: il tipo corologico (area di origine) è Orofita - Sud Ovest Europeo.
  - Distribuzione: questa sottospecie è diffusa (ma è rara) sulle pendici meridionali della Alpi (Passo di San Boldo nel Bellunese) e nelle altre seguenti province alpine: CO, BG, BS, SO e CN; ma anche verso sud fino nell'Abruzzo. Sui rilievi europei si trova solo nei Pirenei.
  - Habitat: l'habitat tipico sono i pascoli aridi montani e luoghi pietrosi. Il substrato preferito è calcareo con terreno a pH basico, bassi valori nutrizionali e arido.
  - Distribuzione altitudinale: queste piante si trovano dai 100 ai 1800 m s.l.m..
- Fitosociologia

Formazione : comunità a emicriptofite e camefite delle praterie rase magre secche
Classe : Festuco-Brometea
Ordine : Ononidetalia striatae

### Ibridi
Nell'elenco che segue sono indicati alcuni ibridi interspecifici:
- Helianthemum × monspessulanum Rouy & Foucaud in Rouy (1895) – Ibrido fra: H. apenninum subsp. apenninum e H. oelandicum subsp. incanum

### Sinonimi
La specie di questa scheda ha avuto nel tempo diverse nomenclature. L'elenco che segue indica alcuni tra i sinonimi più frequenti:
- Cistus alpestris Jacq. (1762) (basionimo per subsp. alpestre)
- Cistus italicus L. (1762) (basionimo per subsp. italicum)
- Helianthemum alpestre (Jacq.) DC. in Lam. & DC. (1815) (sinonimo = subsp. alpestre)
- Helianthemum canum (L.) Hornem. (1815) (sinonimo = subsp. incanum)
- Helianthemum canum (L.) Hornem. subsp. canescens (Hartman) Á. & D. Löve (sinonimo = subsp. incanum)
- Helianthemum canum (L.) Hornem. subsp. incanum (Willk.) Rivas-Goday & Borsa (sinonimo = subsp. incanum)
- Helianthemum canum (L.) Hornem. subsp. pourretii (Timb.-Lagr.) M.C.F. Proctor (1968) (sinonimo = subsp. pourretii)
- Helianthemum canum (L.) Hornem. var. canescens (Hartman) Font-Quer & Rothm. (1934) (sinonimo = subsp. incanum)
- Helianthemum canum (L.) Hornem. var. dolomiticum Coste (1893) (sinonimo = subsp. pourretii)
- Helianthemum canum (L.) Hornem. var. piloselloides (Lapeyr.) O. Bolós & Vigo (1974) (sinonimo = subsp. piloselloides)
- Helianthemum cretaceum (Rupr.) Juz
- Helianthemum italicum (L.) Pers. (1806) (sinonimo = subsp. italicum)
- Helianthemum italicum (L.) Pers. subsp. alpestre (Jacq.) Beger (sinonimo = subsp. alpestre)
- Helianthemum italicum (L.) Pers. subsp. italicum (sinonimo = subsp. italicum)
- Helianthemum italicum (L.) Pers. subsp. rupifragum (A.Kern.) Beger
- Helianthemum italicum (L.) Pers. var. alpestre (Jacq.) Gren. in Gren. & Godron (1848) (sinonimo = subsp. alpestre)
- Helianthemum italicum (L.) Pers. var. micranthum Gren. in Gren. & Godron (1848) (sinonimo = subsp. italicum)
- Helianthemum italicum (L.) Pers. var. latifolium Pau (1896) (sinonimo = subsp. italicum)
- Helianthemum marifolium Miller (1768) var. canum (L.) Pers. (1806) (sinonimo = subsp. incanum)
- Helianthemum marifolium Miller (1768) var. italicum (L.) Grosser in Engler (1903) (sinonimo = subsp. incanum)
- Helianthemum montanum sensu Willk. (sinonimo = subsp. alpestre)
- Helianthemum montanum Visiani (1850) (sinonimo = subsp. oelandicum)
- Helianthemum montanum Visiani subsp. incanum Willk. [1862, Icon. Descr. Pl., 2: 152] (b.) º H. oelandicum subsp. incanum
- Helianthemum montanum Visiani subsp. italicum (L.) Rouy & Foucaud in Rouy (1895) (sinonimo = subsp. italicum)
- Helianthemum montanum Visiani subsp. vineale (Willd.) Rouy & Foucaud in Rouy (1895) (sinonimo = subsp. incanum)
- Helianthemum montanum Visiani subsp. viride Willk. (1862) (sinonimo = subsp. italicum)
- Helianthemum montanum Visiani var. alpestre (Jacq.) Rouy & Foucaud (1895) (sinonimo = subsp. alpestre)
- Helianthemum montanum Visiani var. alpinum (Willk.) Foucaud & Rouy in Rouy (1895) (sinonimo = subsp. piloselloides)
- Helianthemum montanum Visiani var. canum (L.) Rouy & Foucaud (1895) (sinonimo = subsp. incanum)
- Helianthemum montanum Visiani var. macrocarpum Foucaud & Rouy in Rouy (1895)
- Helianthemum montanum Visiani var. obovatum (Dunal) Foucaud & Rouy in Rouy (1895) (sinonimo = subsp. italicum)
- Helianthemum montanum Visiani var. pourretii (Timb.-Lagr.) Foucaud & Rouy in Rouy (1895) (subsp. pourretii)
- Helianthemum myrtifolium Dum.-Cours (1802) (sinonimo = subsp. incanum)
- Helianthemum orientale (Grosser) Juz. & Pozdeeva
- Helianthemum obovatum Dunal in DC. (1824) (sinonimo = subsp. italicum)
- Helianthemum olympicum (Janchen) Halácsy (1908) (sinonimo = subsp. incanum)
- Helianthemum penicillatum Dunal in DC. (1824) (sinonimo = subsp. italicum)
- Helianthemum piloselloides (Lapeyr.) Timb.-Lagr. (1892) (sinonimo = subsp. piloselloides)
- Helianthemum pourretii Timb.-Lagr. (1875) (sinonimo = subsp. pourretii)
- Helianthemum rupifragum A.Kern.
- Helianthemum thessalum (Boiss. & Orph.) Halácsy (1900) (sinonimo = subsp. alpestre)
- Helianthemum vineale (Willd.) Sprengel (1806) (sinonimo = subsp. incanum)

### Specie simili
- Helianthemum nummularium (L.) Mill. - Eliantemo maggiore: ha una taglia più grande e alla base delle foglie sono presenti delle stipole.

## Galleria d'immagini

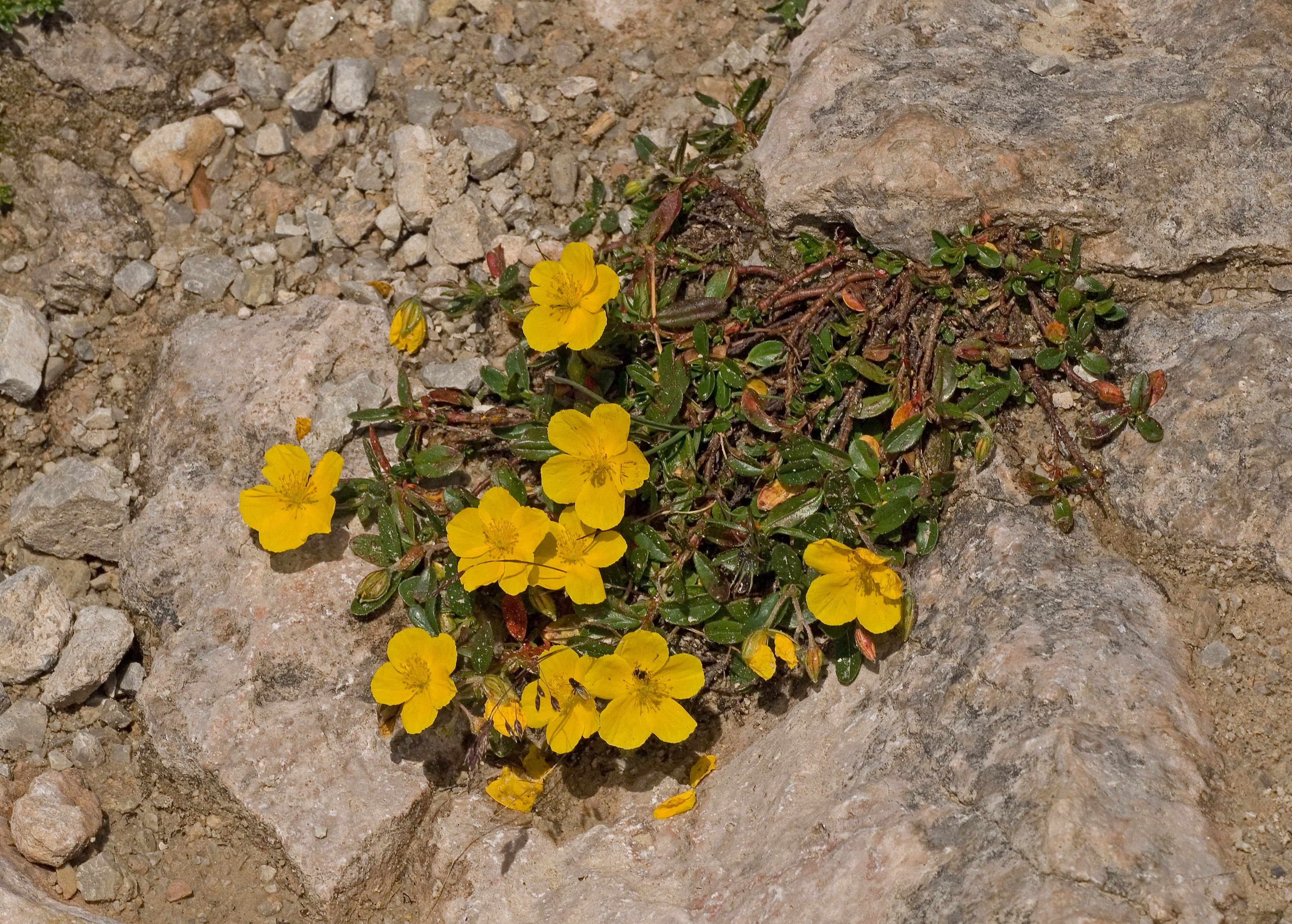
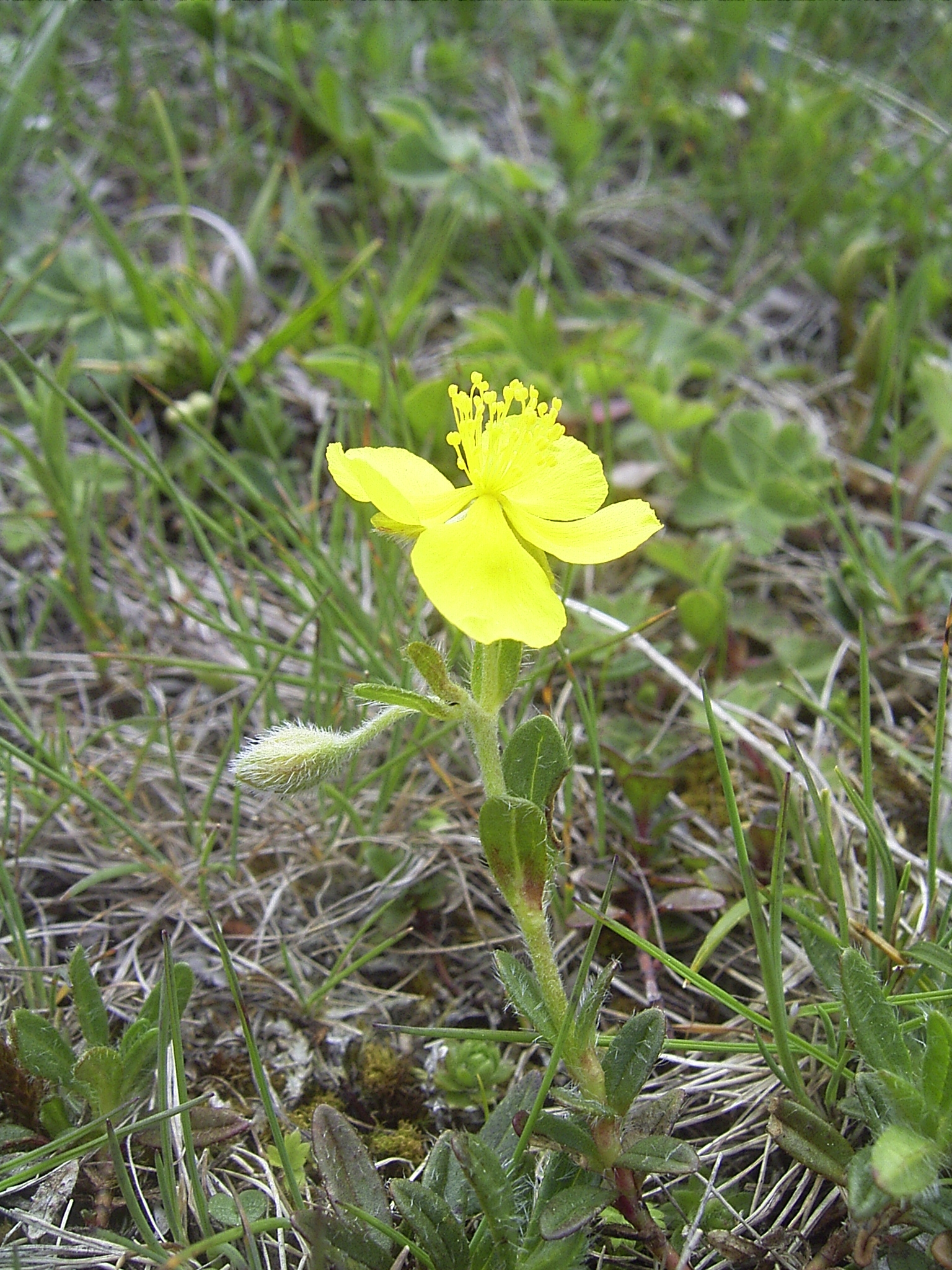